# 水磨沟区

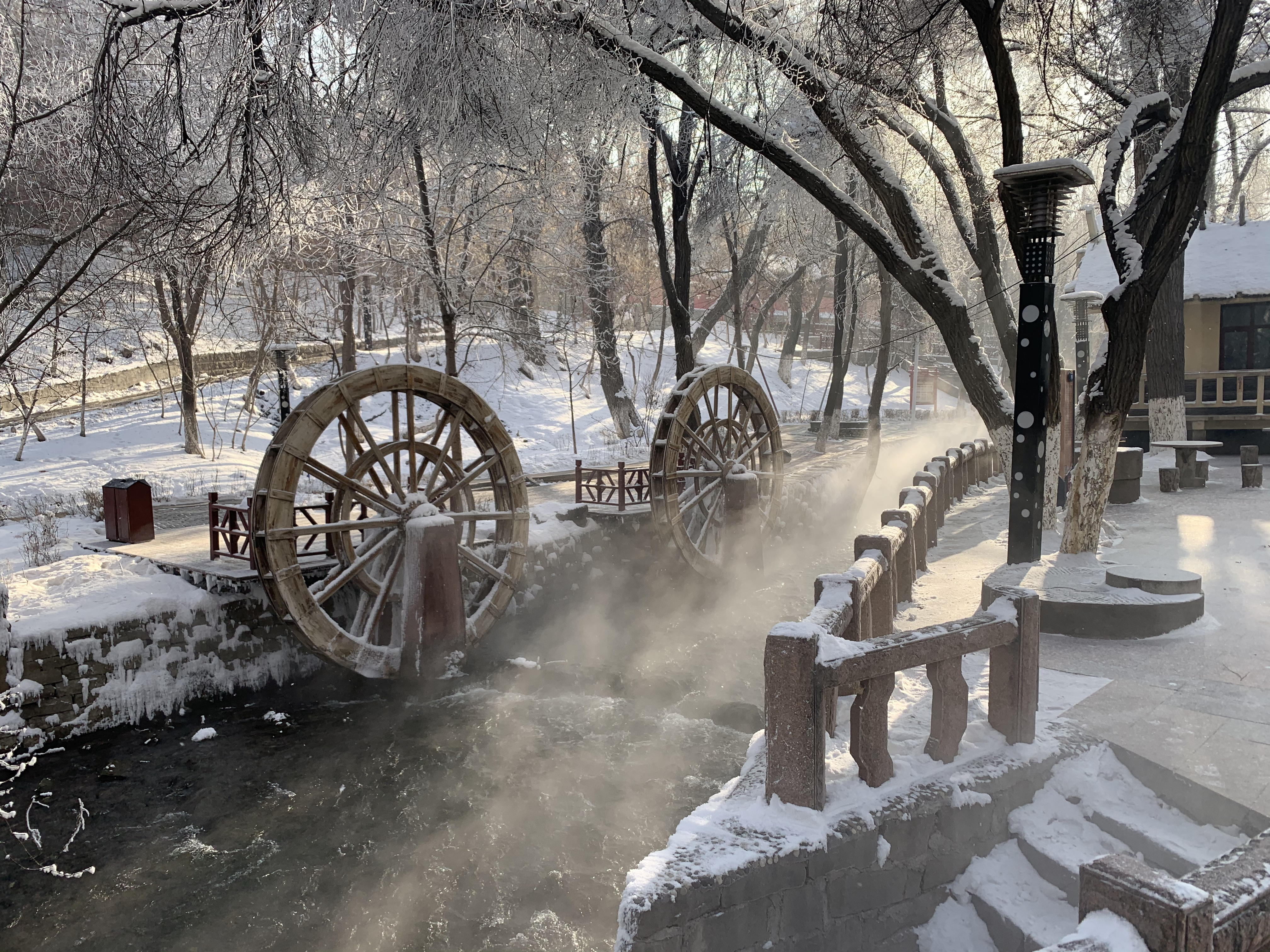
水磨沟风景区

水磨沟区（維吾爾語：بۇلاقتاغ رايونى‎）隶属于新疆维吾尔自治区乌鲁木齐市，位于乌鲁木齐市的东北部，是乌鲁木齐市四个中心城区之一。坐落于准噶尔盆地南缘，天山山脉博格达峰西端北麓，现行区划南以红山路为界与天山区为邻，东南与达坂城区相连，西以河滩快速路为界与沙依巴克区、新市区相邻，北和东与米东区相连。
2011年，全区总面积277.56平方公里，辖区人口41万人，区辖8个街，69个社区、6个村。2011年，全区实现生产总值（GDP）113.63亿元，按可比价格计算，比2010年增长15%。

## 行政区划
水磨沟区下辖15个街道办事处：
水磨沟街道、六道湾街道、苇湖梁街道、八道湾街道、新民路街道、南湖南路街道、南湖北路街道、七道湾街道、榆树沟街道、石人子沟街道、水塔山街道、华光街街道、龙盛街街道、振安街街道和河马泉街道。

## 人口
根據第七次全國人口普查數據結果，截至2020年，水磨溝區常住人口549576人。

## 交通

### 公路
- 乌鲁木齐绕城高速、 216国道过境。

### 地鐵
- █ 乌鲁木齐地铁1号线的车站有新兴街站、南湖广场站、南湖北路站、王家梁站。